# KAMEN
「KAMEN」（カメン）は、倖田來未の楽曲で、石井竜也とのコラボレーション・ソングである。2006年2月8日に28枚目のシングルとして発売された。発売元はrhythm zone。

## 解説
12週連続シングルリリース第10弾・5万枚完全限定生産作品。シングルジャケットイメージはハワイ。
このシングルでは、石井竜也の声のみの"with your darling version"、倖田來未の声のみの"with your honey version"、通常のインストゥルメンタルと、12週連続～のなかで唯一カラオケバージョンが3種類収録されている。

## 収録曲
（作詞・作曲：石井竜也 / 編曲：柿崎洋一郎）
1. KAMEN feat.石井竜也 [5:24]
2. KAMEN feat.石井竜也 (with your darling version) [5:23]
3. KAMEN feat.石井竜也 (with your honey version) [5:23]
4. KAMEN feat.石井竜也 (Instrumental)  [5:13]

## 収録アルバム
- KAMEN feat.石井竜也
  - 『BEST 〜second session〜』
  - 『OUT WORKS & COLLABORATION BEST』
  - 『BEST 〜2000-2020〜』(ファンクラブ限定盤)

## 収録ライブ映像
- KAMEN feat.石井竜也
  - 『Koda Kumi 15th Anniversary First Class 2nd LIMITED LIVE at STUDIO COAST』(WALK OF MY LIFE、ファンクラブ限定盤)